# Ladislas Douniama
Ladislas Douniama (Brazzaville, 1986. május 24. –)  kongói válogatott labdarúgó, az En Avant de Guingamp játékosa.
A kongói válogatott tagjaként részt vesz a 2015-ös afrikai nemzetek kupáján.

## Sikerei, díjai
Guingamp
- Francia kupagyőztes (1): 2013–14